# العقيق (حبيش)

تعديل مصدري - تعديل

العقيق محلة تابعة لقرية حبران، التابعة لعزلة بني شبيب بمديرية حبيش إحدى مديريات محافظة إب في الجمهورية اليمنية، بلغ تعداد سكانها 63 حسب تعداد اليمن لعام 2004.